# Djibril Cissé
Djibril Cissé (Arlés, Francia, 12 de agosto de 1981) es un exfutbolista francés de origen marfileño que se desempeñaba en la posición de delantero. Fue internacional absoluto con la selección de fútbol de Francia.

## Trayectoria

### Inicios
Cissé inició su carrera futbolística en el Nîmes Olympique Football Club hasta que firmó por la Association de la Jeunesse Auxerroise a la edad de quince años. Debutó con el equipo en la temporada 2000-01, donde marcaría ocho goles en veinticinco partidos. En la siguiente temporada, 2002-03, el Auxerre ganó la Copa de Francia. Cissé también sería el máximo goleador de la Ligue 1 en las temporadas 2001-02 y 2003-04, llegando a marcar setenta goles en ciento veintiocho partidos, siendo uno de los más cotizados jugadores europeos.
En 2004 ficharía por el Liverpool Football Club por catorce millones de libras esterlinas, como petición expresa del entrenador francés Gérard Houllier, que admiraba desde hacía tiempo las habilidades del franco-marfileño.

### Liverpool Football Club
Pese a tener un buen comienzo con el conjunto inglés, marcando cinco goles en veinticuatro partidos, en octubre de 2004 sufrió una grave lesión en un partido contra Blackburn Rovers donde se rompió la tibia y la fíbula, teniendo un plazo de recuperación de entre seis y nueve meses y después dieciocho meses de inactividad. El propio jugador reveló que de no haber sido atendido prontamente podría haber perdido la pierna por debajo de la rodilla.
Pese a que todos preveían que se perdería todo lo que restaba de temporada 2004-05, Cissé hizo una sorpresiva reaparición en abril de 2005 ante la Juventus en un partido de la Liga de Campeones, incluso marcó uno de los penaltis de la tanda en la final ante el A. C. Milan. En la temporada 2005-06, el entrenador Rafael Benítez situaría a Cissé en la banda derecha, y el propio jugador expresó en alguna ocasión su disconformidad con ello. Cissé también marcaría en la Supercopa de Europa 2005 y en la final de la FA Cup de 2006 ante el West Ham United.

### Olympique de Marsella
Desde el verano de 2005 se rumoreaba un posible traspaso de Cissé, y finalmente en agosto de 2006 el jugador francés llegó a un acuerdo con el Olympique de Marsella para regresar a su país natal. Cissé tuvo un comienzo discreto, llegando a marcar cuatro goles en catorce partidos y desatando críticas de exjugadores del Marsella como Jean-Pierre Papin que le reclamaban tener más paciencia con su recuperación tras la gravísima lesión ocurrida en 2004. El rendimiento de Cissé fue de menos a más y ayudó a que el conjunto marsellés terminara segundo de la Ligue 1 tras el Olympique de Lyon. También marcaría en la final de la Copa de Francia que el Marsella perdería ante el FC Sochaux en los penaltis.
En julio de 2007 el presidente del Marsella reportó que el club había llegado a un acuerdo con el Liverpool para adquirir a Cissé de forma definitiva por ocho millones de euros. Pero entonces Cissé sería vinculado con un posible regresó a Inglaterra, rumoreándose equipos como el Newcastle United, Portsmouth F. C. o Tottenham Hotspur. Una oferta del Manchester City fue rechazada.

### Sunderland AFC
En agosto de 2008, Cissé fue cedido al Sunderland AFC inglés, aunque poco después se confirmó su fichaje definitivo por el club. Tras una estancia de solo una temporada, en verano de 2009 el Sunderland rechazó hacerse con Cissé de forma definitiva, de modo que regresó al Marsella.

### Panathinaikos F. C.
En verano de 2009, Cissé firma un contrato de cuatro años con el Panathinaikos F. C. griego con el Marsella recibiendo ocho millones de euros. El francés mostró su entusiasmo al llegar a su nuevo club donde desde el principio tuvo un desempeño fructífero. Cissé se convirtió en el referente ofensivo del equipo y terminó la temporada 2009-10 como el máximo goleador de la liga griega, marcando veintitrés goles en veintiocho partidos.
Cissé no solo tuvo un gran rendimiento sino que se ganó el aprecio de los seguidores, de hecho, en octubre de 2010 fue el autor de los dos goles con los que el Panathinaikos venció a sus eternos rivales del Olympiacos F. C.. Cissé también fue nombrado como capitán del equipo.
Para febrero de 2011, después de que el Panathinaikos F. C. perdiera contra el Olympiacos F. C., Cissé hizo unas polémicas declaraciones donde decía que su paciencia se había agotado y que no podía seguir jugando bajo esas condiciones. Un mes después, Cissé marcaba su quincuagésimo gol con la camiseta del Panathinaikos. En verano de 2011, Cissé abandonaba el equipo prometiendo que alguna vez regresaría y declarando amor eterno al club y sus seguidores.

### S. S. Lazio
En verano de 2011, Cissé fichaba por la S. S. Lazio de la Serie A italiana por 5,8 millones de euros. Cissé firmó por cuatro años pero su rendimiento fue bastante paupérrimo, marcando su único gol en liga en un empate 2 a 2 ante el A. C. Milan.

### Queens Park Rangers F. C.
Tras una decepcionante temporada, Cissé regresó a Inglaterra en enero de 2012 fichando por el Queens Park Rangers F. C., recién ascendido a la Premier League. En su segundo partido recibió una tarjeta roja por conducta violenta, lo que causaría que su equipo perdiera el partido.

### J. S. Saint-Pierroise
Llega procedente del Queens Park Rangers F. C. y en un encuentro se lesiona a diez minutos de haber empezado el encuentro y decide retirarse del fútbol profesional.

## Selección nacional
Antes de jugar con la absoluta, Cissé había jugado en las secciones sub-19 y sub-21. Debutó con Francia el 18 de mayo de 2002 frente a Bélgica entrando al terreno de juego en el minuto 48 sustituyendo a David Trezeguet. Desde entonces ha disputado 39 encuentros y ha marcado nueve tantos y cuarenta y ocho asistencias, convirtiéndose así el máximo pasador de la selección gala.
Disputó el Mundial 2002 entrando siempre desde el banquillo en los tres partidos que disputó Francia antes de caer eliminada en la fase de grupos. Su primer gol con la selección se produjo en un partido contra Chipre en septiembre de ese año y después participó en la Copa Confederaciones 2003. Tras perderse la Eurocopa 2004, Cissé fue lesionado en un partido contra China poco antes de ser disputado el Mundial 2006. Cissé tampoco pudo conseguir un puesto en el equipo para la Eurocopa 2008. Tras un gran período jugando en el Panathinaikos, Cissé fue incluido por el entrenador Raymond Domenech en el equipo que disputó el Mundial 2010 y que acabó de forma desastrosa para el conjunto galo.

### Participaciones en Copas del Mundo
| Mundial                        | Sede                  | Resultado    |
| ------------------------------ | --------------------- | ------------ |
| Copa Mundial de Fútbol de 2002 | Corea del Sur y Japón | Primera fase |
| Copa Mundial de Fútbol de 2010 | Sudáfrica             | Primera fase |

## Vida personal
Pese a haber nacido en Francia, Cissé es hijo de padres marfileños y su padre incluso jugó para la selección de fútbol de Costa de Marfil.
En junio de 2005, Djibril se casó con Jude Littler, una peluquera galesa de Anglesey. La boda se realizó en el castillo de Bodelwyddan, con la presencia de notables invitados de la selección francesa de fútbol como Louis Saha, Thierry Henry, Sylvain Wiltord y Zinedine Zidane, además de otros notables jugadores como Shaun Wright-Phillips. Con su esposa tuvo tres hijos, además de una hija nacida de una relación anterior.
En 2005, Cissé fue arrestado por agredir a un muchacho de quince años, y en 2006 tras una discusión con su esposa embarazada. En 2009 fue de nuevo arrestado tras un supuesto intento de agresión a una mujer en un club de Newcastle.
En 2015, Cissé volvió a ser arrestado al ser acusado de un delito de extorsión contra Mathieu Valbuena, chantajeándolo con un video de índole sexual.
El exdelantero internacional de Francia Djibril Cissé anunció el martes 13 de octubre del 2015, a los treinta y cuatro años, que se retira del fútbol, reseñó EFE.
«Hay que saber escuchar al cuerpo. Sí, se ha terminado. Actualmente, no puedo practicar el fútbol de alto nivel, o el fútbol, simplemente. Tengo prevista una operación el próximo enero. Es una prótesis de cadera», declaró el jugador en Canal+ Sport.
El anuncio se produce días después de que el exjugador de Liverpool y Lazio, entre otros, hubiera sido arrestado y luego liberado en el marco de una investigación por chantaje con un video erótico a su excompañero del Marsella Mathieu Valbuena en el que hay otras dos personas imputadas.
«Es algo que podría haber sido muy malo para mí y para él (Valbuena) y no hay nada. Vinieron a buscarme para escuchar mi parte de la historia. Yo nunca he chantajeado a nadie. Mathieu es mi amigo», declaró recientemente el jugador en el canal D8.
Cissé se convirtió al catolicismo, abandonando el islam.

## Clubes
| Club                  | País           | Año         | Partidos | Goles |
| --------------------- | -------------- | ----------- | -------- | ----- |
| AJ Auxerre            | Francia        | 1998 - 2004 | 169      | 90    |
| Liverpool             | Inglaterra     | 2004 - 2006 | 79       | 24    |
| Olympique de Marsella | Francia        | 2006 - 2008 | 80       | 37    |
| Sunderland            | Inglaterra     | 2008 - 2009 | 38       | 11    |
| Panathinaikos         | Grecia         | 2009 - 2011 | 89       | 55    |
| Lazio                 | Italia         | 2011 - 2012 | 27       | 5     |
| Queens Park Rangers   | Inglaterra     | 2012        | 29       | 10    |
| Al-Gharafa (cedido)   | Catar          | 2013        | 19       | 6     |
| Kubán Krasnodar       | Rusia          | 2013 - 2014 | 25       | 5     |
| Bastia                | Francia        | 2014 - 2016 | 27       | 6     |
| JS Saint-Pierroise    | Francia        | 2015        | 1        | 0     |
| Yverdon-Sport FC      | Suiza          | 2017 - 2018 | 28       | 24    |
| Panathinaikos Chicago | Estados Unidos | 2021        | 611      | 273   |

## Estadísticas
| AJ Auxerre Francia | 1.ª                 |                     |     |     |    |    |    |    |     |     |      |
| AJ Auxerre Francia | 1.ª                 | 1998-99             | 1   | 0   | -  | -  | -  | -  | 1   | 0   | 0,00 |
| AJ Auxerre Francia | 1.ª                 | 1999-00             | 2   | 0   | 1  | 0  | -  | -  | 3   | 0   | 0,00 |
| AJ Auxerre Francia | 1.ª                 | 2000-01             | 25  | 8   | 6  | 6  | 4  | 1  | 35  | 15  | 0,43 |
| AJ Auxerre Francia | 1.ª                 | 2001-02             | 29  | 22  | 3  | 2  | -  | -  | 32  | 24  | 0,75 |
| AJ Auxerre Francia | 1.ª                 | 2002-03             | 33  | 14  | 6  | 6  | 6  | 1  | 45  | 21  | 0,47 |
| AJ Auxerre Francia | 1.ª                 | 2003-04             | 38  | 26  | 8  | 2  | 7  | 2  | 53  | 30  | 0,57 |
| AJ Auxerre Francia | Total club          | Total club          | 128 | 70  | 24 | 16 | 17 | 4  | 169 | 90  | 0,53 |
| Liverpool Inglaterra | 1.ª                 |                     |     |     |    |    |    |    |     |     |      |
| Liverpool Inglaterra | 1.ª                 | 2004-05             | 16  | 4   | -  | -  | 9  | 1  | 25  | 5   | 0,20 |
| Liverpool Inglaterra | 1.ª                 | 2005-06             | 33  | 9   | 6  | 2  | 15 | 8  | 54  | 19  | 0,35 |
| Liverpool Inglaterra | Total club          | Total club          | 49  | 13  | 6  | 2  | 24 | 9  | 79  | 24  | 0,30 |
| Olympique de Marsella Francia | 1.ª                 |                     |     |     |    |    |    |    |     |     |      |
| Olympique de Marsella Francia | 1.ª                 | 2006-07             | 21  | 8   | 6  | 7  | -  | -  | 27  | 15  | 0,56 |
| Olympique de Marsella Francia | 1.ª                 | 2007-08             | 35  | 16  | 5  | 3  | 10 | 3  | 50  | 22  | 0,44 |
| Olympique de Marsella Francia | 1.ª                 | 2008                | 3   | 0   | -  | -  | 1  | 0  | 3   | 0   | 0,00 |
| Olympique de Marsella Francia | Total club          | Total club          | 58  | 24  | 11 | 10 | 11 | 3  | 80  | 37  | 0,46 |
| Sunderland Inglaterra | 1.ª                 |                     |     |     |    |    |    |    |     |     |      |
| Sunderland Inglaterra | 1.ª                 | 2008-09             | 35  | 10  | 3  | 1  | -  | -  | 38  | 11  | 0,29 |
| Sunderland Inglaterra | Total club          | Total club          | 35  | 10  | 3  | 1  | -  | -  | 38  | 11  | 0,29 |
| Panathinaikos · Grecia | 1.ª                 |                     |     |     |    |    |    |    |     |     |      |
| Panathinaikos · Grecia | 1.ª                 | 2009-10             | 28  | 23  | 6  | 1  | 12 | 5  | 46  | 29  | 0,63 |
| Panathinaikos · Grecia | 1.ª                 | 2010-11             | 33  | 24  | 4  | 2  | 6  | 0  | 43  | 26  | 0,60 |
| Panathinaikos · Grecia | Total club          | Total club          | 61  | 47  | 10 | 3  | 18 | 5  | 89  | 55  | 0,62 |
| SS Lazio · Italia | 1.ª                 |                     |     |     |    |    |    |    |     |     |      |
| SS Lazio · Italia | 1.ª                 | 2011                | 18  | 1   | 2  | 1  | 7  | 3  | 27  | 5   | 0,19 |
| SS Lazio · Italia | Total club          | Total club          | 18  | 1   | 2  | 1  | 7  | 3  | 27  | 5   | 0,19 |
| Queens Park Rangers Inglaterra | 1.ª                 |                     |     |     |    |    |    |    |     |     |      |
| Queens Park Rangers Inglaterra | 1.ª                 | 2012                | 8   | 6   | -  | -  | -  | -  | 8   | 6   | 0,75 |
| Queens Park Rangers Inglaterra | 1.ª                 | 2012                | 18  | 3   | 3  | 1  | -  | -  | 21  | 4   | 0,19 |
| Queens Park Rangers Inglaterra | Total club          | Total club          | 26  | 9   | 3  | 1  | -  | -  | 29  | 10  | 0,34 |
| Al-Gharafa Catar | 1.ª                 |                     |     |     |    |    |    |    |     |     |      |
| Al-Gharafa Catar | 1.ª                 | 2013                | 9   | 1   | 2  | 1  | 8  | 4  | 19  | 6   | 0,32 |
| Al-Gharafa Catar | Total club          | Total club          | 9   | 1   | 2  | 1  | 8  | 4  | 19  | 6   | 0,32 |
| Kubán Krasnodar · Rusia | 1.ª                 |                     |     |     |    |    |    |    |     |     |      |
| Kubán Krasnodar · Rusia | 1.ª                 | 2013                | 15  | 4   | -  | -  | 10 | 1  | 25  | 5   | 0,20 |
| Kubán Krasnodar · Rusia | Total club          | Total club          | 15  | 4   | -  | -  | 10 | 1  | 25  | 5   | 0,20 |
| Bastia Francia | 1.ª                 |                     |     |     |    |    |    |    |     |     |      |
| Bastia Francia | 1.ª                 | 2014                | 15  | 2   | -  | -  | -  | -  | 15  | 2   | 0,13 |
| Bastia Francia | 1.ª                 | 2014-15             | 8   | 0   | 4  | 4  | -  | -  | 12  | 4   | 0,33 |
| Bastia Francia | Total club          | Total club          | 23  | 2   | 4  | 4  | -  | -  | 27  | 6   | 0,22 |
| JS Saint-Pierroise Reunión | 1.ª                 |                     |     |     |    |    |    |    |     |     |      |
| JS Saint-Pierroise Reunión | 1.ª                 | 2015                | 1   | 0   | -  | -  | -  | -  | 1   | 0   | 0,00 |
| JS Saint-Pierroise Reunión | Total club          | Total club          | 1   | 0   | -  | -  | -  | -  | 1   | 0   | 0,00 |
| Yverdon-Sport FC · Suiza | 3.ª                 |                     |     |     |    |    |    |    |     |     |      |
| Yverdon-Sport FC · Suiza | 3.ª                 | 2017-18             | 28  | 24  | -  | -  | -  | -  | 28  | 24  | 0,86 |
| Yverdon-Sport FC · Suiza | Total club          | Total club          | 28  | 24  | -  | -  | -  | -  | 28  | 24  | 0,86 |
| Total en su carrera | Total en su carrera | Total en su carrera | 451 | 205 | 65 | 39 | 95 | 29 | 611 | 273 | 0,45 |
| (1) Las copas nacionales se refiere a la Copa de Francia, Copa de la Liga de Francia y Copa MLS. (2) Las copas internacionales se refiere a la Champions League, Europa League, Copa Libertadores, Copa Sudamericana Y Supercopa Sudamericana. (3) Media de goles por encuentro. No incluye goles en partidos amistosos. |                     |                     |     |     |    |    |    |    |     |     |      |

### Hat - Tricks
Partidos en los que anotó 3 o más goles
| # | Fecha      | Estadio                   | Partido                       | Goles | Resultado | Competición     |
| - | ---------- | ------------------------- | ----------------------------- | ----- | --------- | --------------- |
| 1 | 28/07/2001 | Roazhon Park              | Rennes FC - AJ Auxerre        |       | 0 - 5     | Ligue 1 2001/02 |
| 2 | 04/10/2003 | Stade de l'Abbé-Deschamps | AJ Auxerre - LOSC Lille       |       | 3 - 0     | Ligue 1 2003-04 |
| 3 | 26/01/2008 | Stade Vélodrome           | Olympique Marseille - SM Caen |       | 6 - 1     | Ligue 1 2007-08 |

## Palmarés

### Torneos nacionales
| Título              | Club          | País       | Año  |
| ------------------- | ------------- | ---------- | ---- |
| Copa de Francia     | AJ Auxerre    | Francia    | 2003 |
| FA Cup              | Liverpool     | Inglaterra | 2006 |
| Superliga de Grecia | Panathinaikos | Grecia     | 2010 |
| Copa de Grecia      | Panathinaikos | Grecia     | 2010 |

### Torneos internacionales
| Título                       | Club                 | País    | Año     |
| ---------------------------- | -------------------- | ------- | ------- |
| Copa FIFA Confederaciones    | Selección de Francia | Francia | 2003    |
| Liga de Campeones de la UEFA | Liverpool            | Turquía | 2004-05 |
| Supercopa de Europa          | Liverpool            | Mónaco  | 2005    |